# Winning with Wits
Winning with Wits è un film muto del 1922 diretto da Howard M. Mitchell. La sceneggiatura di John Stone e Dorothy Yost si basa su The Girl Who Dared, racconto di H. H. Van Loan. Prodotto e distribuito dalla Fox Film Corporation, il film aveva come interpreti Barbara Bedford, Harry Northrup, William Scott, Edwin B. Tilton.

## Trama
Al suo primo ruolo da protagonista in teatro, Mary Sudan riceve all'improvviso la notizia che il padre è stato arrestato finendo in prigione con l'accusa di furto. Convinta della sua innocenza e determinata a trovare il vero colpevole per poterlo consegnare alla giustizia, Mary si improvvisa detective e si presenta sotto mentite spoglie nell'azienda del padre, dove finge di essere una ricca vedova in cerca di occasioni per l'investimento dei suoi capitali. Ottenuta una partnership nella ditta, Mary comincia a frequentare Corday, il presidente della società. Quando lei gli dimostra - apparentemente -  di essere in possesso di dati che possono dimostrare la sua colpevolezza, l'uomo messo alle strette le confessa la propria partecipazione al crimine. Più tardi, Mary sorprende Corday mentre sta per sottrarre dei titoli di valore: King, il vicepresidente della compagnia, con l'aiuto di Mary e quello di due investigatori, costringe Corday a confessare le sue responsabilità. Scagionato il padre, Mary - che si è innamorata di King - si sposa con il giovane vicepresidente.

## Produzione
Il film fu prodotto dalla Fox Film Corporation.

## Distribuzione
Il copyright del film, richiesto dalla Fox Film Corp., fu registrato l'8 gennaio 1922 con il numero LP17463.

Distribuito dalla Fox Film Corporation, uscì nelle sale statunitensi il 15 gennaio 1922. In Danimarca, il film fu distribuito il 17 maggio 1926 con il titolo Straffefangens Datter; in Francia, uscì come La Femme brune.
Non si conoscono copie ancora esistenti della pellicola che viene considerata presumibilmente perduta.